# Shirley Knight
Shirley Enola Knight (Goessel, 5 de julho de 1936 – San Marcos, 22 de abril de 2020) foi uma atriz norte-americana.
Shirley Knight tem diversas participações em filmes e séries de televisão.
Foi indicada duas vezes ao Oscar, em 1961 e em 1962, na categoria de  Melhor Atriz Coadjuvante pelos filmes The Dark at the Top of the Stairs e Sweet Bird of Youth respectivamente.
Na televisão, ganhou três Emmys e um Globo de Ouro.

## Morte
Knight morreu no dia 22 de abril de 2020 em San Marcos aos 83 anos.

## Filmografia
| Filmes e trabalhos na televisão | Filmes e trabalhos na televisão               | Filmes e trabalhos na televisão | Filmes e trabalhos na televisão      | Filmes e trabalhos na televisão |
| Ano                             | Nome                                          | Personagens                     | Notas                                |                                 |
| ------------------------------- | --------------------------------------------- | ------------------------------- | ------------------------------------ | ------------------------------- |
| 1958-1959                       | Buckskin                                      | Mrs. Newcomb                    | 20 episódios                         |                                 |
| 1959                            | Five Gates to Hell                            | Sister Maria                    |                                      |                                 |
| 1960                            | Ice Palace                                    | Grace Kennedy                   |                                      |                                 |
| 1960                            | The Dark at the Top of the Stairs             |                                 |                                      |                                 |
| 1961                            | The Roaring 20s                               | Ellie Hollis                    | Episódio: "Big Town Blues"           |                                 |
| 1962                            | The Couch                                     | Terry Ames                      |                                      |                                 |
| 1962                            | Sweet Bird of Youth                           | Heavenly Finley                 |                                      |                                 |
| 1962                            | House of Women                                | Erica Hayden                    |                                      |                                 |
| 1963                            | The Outer Limits                              | Noel Anderson                   | Episódio: The Man Who Was Never Born |                                 |
| 1964                            | Flight from Ashiya                            | Caroline Gordon/Stevenson       |                                      |                                 |
| 1966                            | The Group                                     | Polly                           |                                      |                                 |
| 1967                            | Dutchman                                      | Lula                            | Volpi Cup for Best Actress           |                                 |
| 1967                            | The Outsider                                  | Peggy Leydon                    |                                      |                                 |
| 1968                            | Shadow Over Elveron                           | Joanne Tregaskis                |                                      |                                 |
| 1968                            | The Counterfeit Killer                        | Angie Peterson                  |                                      |                                 |
| 1968                            | Petulia                                       | Polo                            |                                      |                                 |
| 1969                            | The Rain People                               | Natalie Ravenna                 |                                      |                                 |
| 1971                            | Secrets                                       | Beatrice                        |                                      |                                 |
| 1974                            | The Country Girl                              | Georgie Elgin                   |                                      |                                 |
| 1974                            | Juggernaut                                    | Barbara Bannister               |                                      |                                 |
| 1975                            | Friendly Persuasion                           | Eliza Birdwell                  |                                      |                                 |
| 1975                            | Medical Story                                 | Phyllis Lenahan                 |                                      |                                 |
| 1976                            | Return to Earth                               | Joan Aldrin                     |                                      |                                 |
| 1976                            | 21 Hours at Munich                            | Anneliese Graes                 |                                      |                                 |
| 1978                            | The Defection of Simas Kudirka                | Genna Kudirka                   |                                      |                                 |
| 1979                            | Champions: A Love Story                       | Barbara Harlich                 |                                      |                                 |
| 1979                            | Beyond the Poseidon Adventure                 | Hannah Meredith                 |                                      |                                 |
| 1980                            | Playing for Time                              | Frau Lagerfuhrerin Maria Mandel |                                      |                                 |
| 1981                            | Prisoners                                     | Virginia                        |                                      |                                 |
| 1981                            | Endless Love                                  | Ann Butterfield                 |                                      |                                 |
| 1982                            | Kennedy's Children                            | Carla                           |                                      |                                 |
| 1982                            | The Sender                                    | Jerolyn                         |                                      |                                 |
| 1984                            | With Intent to Kill                           | Edna Reinecker                  |                                      |                                 |
| 1987-1990                       | Thirtysomething                               | Ruth Murdoch                    | 2 episódios                          |                                 |
| 1989                            | The Equalizer                                 | Kay                             | Episódio: Time Present, Time Past    |                                 |
| 1991                            | Bump in the Night                             | Katie                           |                                      |                                 |
| 1991                            | Shadow of a Doubt                             | Mrs. Potter                     |                                      |                                 |
| 1991                            | To Save a Child                               | Rinda Larson                    |                                      |                                 |
| 1991                            | Law & Order                                   | Melanie Cullen                  | Episódio: The Wages of Love          |                                 |
| 1993                            | L.A. Law                                      | Belinda Collins                 | Episódio: Hello and Goodbye          |                                 |
| 1993                            | When Love Kills: The Seduction of John Hearn  | Edna Larson                     |                                      |                                 |
| 1993                            | Angel Falls                                   | Edie Wren Cox                   |                                      |                                 |
| 1993                            | A Mother's Revenge                            | Bess Warden                     |                                      |                                 |
| 1994                            | The Secret Life of Houses                     | Aunt Fergie                     |                                      |                                 |
| 1994                            | Benders                                       | Donna                           |                                      |                                 |
| 1994                            | Color of night                                | Edith Niedelmeyer               |                                      |                                 |
| 1995                            | Children of the Dust                          | Aunt Bertha                     | Minisérie                            |                                 |
| 1995                            | NYPD Blue                                     | Agnes Cantwell                  | Episódio: "Large Mouth Bass"         |                                 |
| 1995                            | Stuart Saves His Family                       | Mom - The Smalley Family        |                                      |                                 |
| 1995                            | Indictment: The McMartin Trial                | Peggy Buckey                    |                                      |                                 |
| 1996                            | Stolen Memories: Secrets from the Rose Garden | Sally Ann                       |                                      |                                 |
| 1996                            | Diabolique                                    | Edie Danziger                   |                                      |                                 |
| 1996                            | If These Walls Could Talk                     | Mary Donnelly                   |                                      |                                 |
| 1996                            | Somebody Is Waiting                           | Irma Cill                       |                                      |                                 |
| 1997                            | As Good as It Gets                            | Beverly Connelly                |                                      |                                 |
| 1997                            | Little Boy Blue                               | Doris Knight                    |                                      |                                 |
| 1998                            | The Wedding                                   | Gram                            |                                      |                                 |
| 1998                            | A Father for Brittany                         | Donna Minkowitz                 |                                      |                                 |
| 1998-1999                       | Maggie Winters                                | Estelle Winters                 | 16 episódios                         |                                 |
| 2000                            | 75 Degrees in July                            | Jo Beth Anderson                |                                      |                                 |
| 2001                            | My Louisiana Sky                              | Jewel Ramsey                    |                                      |                                 |
| 2001                            | Angel Eyes                                    | Elanora Davis                   |                                      |                                 |
| 2002                            | The Salton Sea                                | Nancy Plummer                   |                                      |                                 |
| 2002                            | P.S. Your Cat Is Dead!                        | Aunt Claire                     |                                      |                                 |
| 2002                            | Ally McBeal                                   | Helen Apple                     | Episódio: Homecoming                 |                                 |
| 2002                            | Divine Secrets of the Ya-Ya Sisterhood        | Necie Rose Kelleher             |                                      |                                 |
| 2002                            | ER                                            | Mrs. Burke                      | Episódio: Insurrection               |                                 |
| 2003                            | Law & Order: Special Victims Unit             | Rose Granville                  | Episódio: Tragedy                    |                                 |
| 2003                            | A House on a Hill                             | Mercedes Mayfield               |                                      |                                 |
| 2004                            | Crossing Jordan                               | Frances Littleton               | Episódio: Most Likely                |                                 |
| 2005                            | House MD                                      | Georgia Adams                   | Episódio: Poison                     |                                 |
| 2005                            | Sexual Life                                   | Joanna                          |                                      |                                 |
| 2006                            | Grandma's Boy                                 | Bea                             |                                      |                                 |
| 2006                            | Open Window                                   | Ann                             |                                      |                                 |
| 2006                            | Thanks to Gravity                             | Lea                             |                                      |                                 |
| 2005-2007                       | Desperate Housewives                          | Phyllis Van De Kamp             | 5 episódios                          |                                 |
| 2008                            | The Other Side of the Tracks                  | Helen                           |                                      |                                 |
| 2008                            | Not Fade Away                                 | Diane                           |                                      |                                 |
| 2009                            | Paul Blart: Mall Cop                          | Mrs. Margaret Blart             |                                      |                                 |
| 2009                            | The Private Lives of Pippa Lee                | Dot Nadeau                      |                                      |                                 |
| 2009                            | Drop Dead Diva                                | Millie Carlson                  | Episódio: Dead Model Walking         |                                 |
| 2010                            | Hot in Cleveland                              | Loretta                         | Episódio: Meet the Parents           |                                 |
| 2010                            | Listen to Your Heart                          | Grandma Sam                     |                                      |                                 |
| 2011                            | Elevator                                      | Jane Redding                    |                                      |                                 |
| 2011                            | Our Idiot Brother                             | Ilene Rochlin                   |                                      |                                 |
| 2011                            | The Melancholy Fantastic                      | Mor                             |                                      |                                 |
| 2015                            | Paul Blart: Mall Cop 2                        | Mrs. Margaret Blart             |                                      |                                 |